# 4116 Elachi
A 4116 Elachi (ideiglenes jelöléssel 1982 SU) egy kisbolygó a Naprendszerben. Eleanor F. Helin fedezte fel 1982. szeptember 20-án.